# Салимов, Байрам Наврузбекович
Байра́м Наврузбе́кович Сали́мов (5 мая 1929, Судур, Кубинский округ — 20 мая 2014, Махачкала) — лезгинский поэт, прозаик и драматург, переводчик, редактор. Народный поэт Дагестана (1999). Лауреат премии «Золотой телёнок» «Литературной Газеты» («Клуба 12 стульев») (1983).

## Биография
Родился 5 мая 1929 года в селении Судур (ныне — в Гусарском районе) в 1929 году. После окончания военного училища служил в рядах Советской Армии. Окончил филфак ДГУ. Работал в редакции областной газеты «Коммунист». Позже работал уполномоченным ВААП по ДАССР. Публиковаться начал в 1964 году.

## Творческая деятельность
Издано более 20 сборников на лезгинском языке. В его переводе вышли сборники стихов К. Хетагурова и Р. Гамзатова. На русском языке изданы сборники: «Почему нет льва на Кавказе», «Орлиная высота», «Лейся, Солнце», «Заговори, чунгур», «Как лучше стать плохим» (1982), «Колыбельная дождю», «Свои и наши» (1991).

## Награды
- Премия «Золотой телёнок» Клуба 12 стульев «Литературной Газеты» (1983).
- Золотая медаль в связи с 55-летием со дня основания Московской писательской организации Союза писателей России — за выдающийся вклад в литературу Страны гор[4].
- Народный поэт Дагестана (1999)[2].
- Заслуженный работник культуры Республики Дагестан[2].